# Мильчанська сільська рада
Ми́льчанська сільська́ ра́да — колишній орган місцевого самоврядування в Дубенському районі Рівненської області. Адміністративний центр — село Мильча.

## Загальні відомості
- Мильчанська сільська рада утворена в 1939 році.
- Територія ради: 51,194 км²
- Населення ради: 1 101 особа (станом на 2001 рік)

## Населені пункти
Сільській раді підпорядковані населені пункти:
- с. Мильча
- с. Пирятин

## Склад ради
Рада складалася з 16 депутатів та голови.
- Голова ради: Міщук Юрій Пилипович
- Секретар ради:

### Керівний склад попередніх скликань
| Прізвище, ім'я, по батькові | Основні відомості                                                               | Дата обрання | Дата звільнення |
| --------------------------- | ------------------------------------------------------------------------------- | ------------ | --------------- |
| Міщук Юрій Пилипович        | Сільський голова, 1965 року народження, освіта середня спеціальна               | 26.03.2006   | 31.10.2010      |
| Міщук Юрій Пилипович        | Сільський голова, 1965 року народження, освіта середня спеціальна, безпартійний | 31.10.2010   |                 |

Примітка: таблиця складена за даними сайту Верховної Ради України